# Фаббрико
Фаббрико (італ. Fabbrico) — муніципалітет в Італії, у регіоні Емілія-Романья,  провінція Реджо-Емілія.
Фаббрико розташоване на відстані близько 360 км на північ від Рима, 60 км на північний захід від Болоньї, 23 км на північний схід від Реджо-нелль'Емілії.
Населення — 6787 осіб (2014).
Покровитель — San Genesio.

## Демографія
Населення за роками:

Станом на 1 січня 2023 року в муніципалітеті офіційно проживало 1077 іноземців з 37 країн, серед них 57 громадян країн Євросоюзу та 37 громадян України.

## Сусідні муніципалітети
- Кампаньола-Емілія
- Карпі
- Реджоло
- Ріо-Салічето
- Роло